# Медаль «За защиту Крыма»
Медаль «За защиту Крыма» — государственная награда Республики Крым. Первая награда республики с момента объявления Республикой Крым независимости от Украины в 2014 году. Является знаком отличия Главы Республики Крым.
Учреждена 16 марта 2014 года, введена Указом Главы Республики Крым от 30 марта 2015 года № 88-У "О знаке отличия
Главы Республики Крым «Медаль „За защиту Крыма“».

## Статутмедали
Награждения медалью могут быть удостоены россияне, иностранцы и лица без гражданства за «мужество и высокий патриотизм в защите конституционных прав и свобод жителей Крыма, в том числе в период воссоединения Крыма с Россией и проведения общекрымского референдума».

## Правила ношения
Медаль «За защиту Крыма» носится на левой стороне груди. При наличии у награждённых орденов, медалей и других государственных наград Российской Федерации, медаль располагается после них.

## Описание медали

Медаль «За защиту Крыма» с удостоверением образца 2014 года

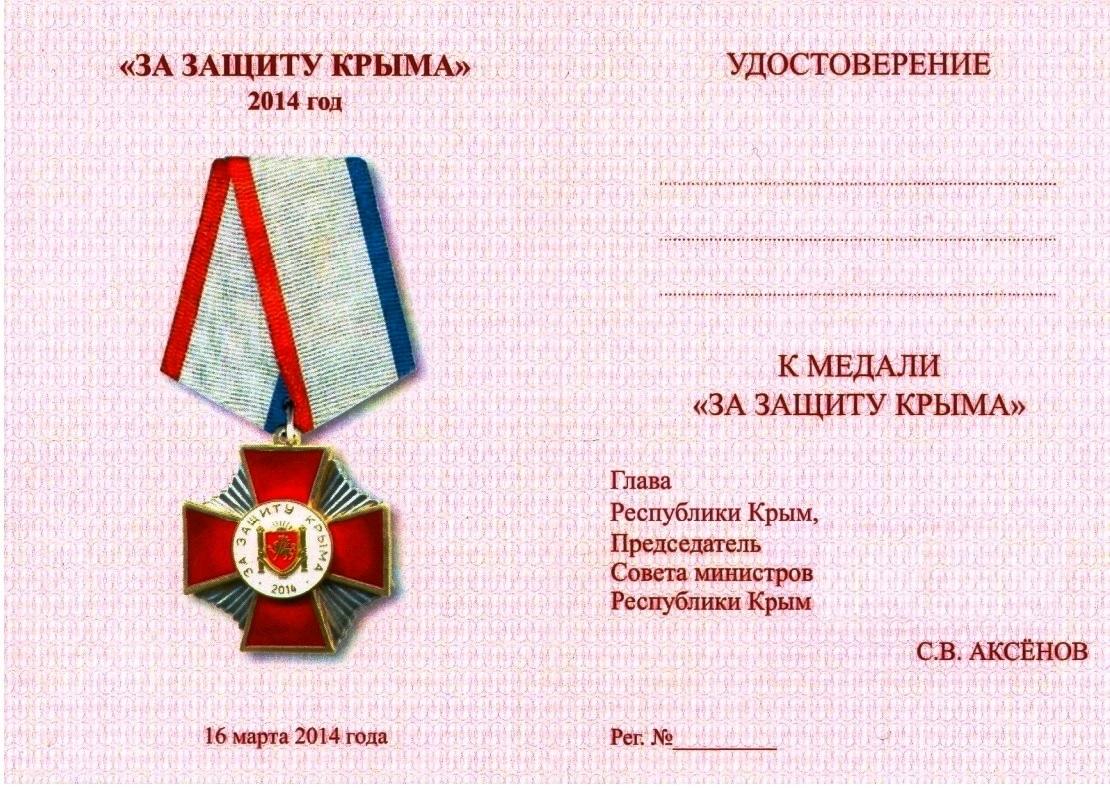
Современный вид удостоверения к медали

Медаль представляет собой равноконечный крест с расширяющимися концами, покрытый эмалью рубинового цвета. Крест наложен на восьмиугольную штраловую звезду серебристого металла. На аверсе креста в центре — круглый медальон. В нём на белом поле рельефное изображение Государственного герба Республики Крым, вокруг которого золотистыми буквами надпись: «За защиту Крыма. 2014 год». Медаль при помощи ушка и кольца соединяется с пятиугольной колодкой, обтянутой шелковой муаровой лентой расцветки флага Республики Крым.

## История
Медаль «За защиту Крыма» впервые была учреждена Председателем Совета министров Республики Крым С. В. Аксёновым 16 марта 2014 года и изготавливалась на Симферопольском заводе «Фиолент». Первый выпуск медали составил 1375 штук, второй 5350 штук.
В этих партиях были медали трёх видов. Различия состояли в трёх разновидностях лент колодок и небольших отличиях по цвету эмали. На реверсе медальона, на гайке зажимающей штрал, была нанесена капля красного лака. Ленты первых медалей были пластиковыми и приклеевались к колодкам.
14 апреля и 9 мая 2014 года произвели первые награждения. Среди награждённых были Рамзан Кадыров, Александр Ткачёв, сотрудники Беркута, ополченцы. Тогда же эту награду посмертно вручили брату Руслана Казакова — ополченца, бросившегося спасать из-под огня раненного товарища и убитого снайпером. Представлял к наградам командир 1-го Сводного полка Народного ополчения (СПНО), базу награжденных также вел СПНО. В Совете министров Республики Крым печать была только украинского типа — с тризубом. С Крымским гербом печать была только у СПНО, поэтому ею и заверяли первые удостоверения к медали. Подписывал удостоверения Председатель Совета министров Республики Крым С. В. Аксёнов, тогда ещё не назначенный Главой Республики.

Медаль «За защиту Крыма» с мечами и перевёрнутой лентой предназначенная для награждения первых лиц

Медалью «За защиту Крыма» с мечами официальных награждений не было. Эти медали были изготовлены из серебра и предназначались для награждения первых лиц (информация об этом была подтверждена из разных источников).
По сути, первые медали — это были неузаконенные общественные награды. После принятия в 2015 году Закона Республики Крым «О государственных наградах РК» появилась возможность узаконить эту награду. Так, в соответствии со статьей 32 части 1 указанного Закона Глава Республики Крым вправе учреждать знаки отличия Главы Республики Крым и награждать ими. В соответствии с данной правовой нормой Указом Главы Республики Крым за № 88у от 30 марта 2015 года было утверждено Положение "О знаке отличия Главы Республики Крым «Медаль „За защиту Крыма“».
Все ранее произведенные награждения признаны действительными. Образец удостоверения остался прежним и был указан в приложении к Положению — то есть без слов «знак отличия». Сделано это было для того чтобы не переделывать уже отпечатанные удостоверения и ранее выданные удостоверения не отличались от новых.
В приложении к Положению есть образец наградного листа, где представляет к награде также командир СПНО-1, так что печать СПНО признаётся действительной.
Награждение знаком отличия объявляется командиром СПНО как и Главой Республики, так же в СПНО ведется база награждённых. Единственное отличие новых удостоверений — перед Председателем Совмина добавлен новый «титул» Аксёнова С. В. — Глава Республики Крым.